# St.-Marien-Krankenhaus Siegen

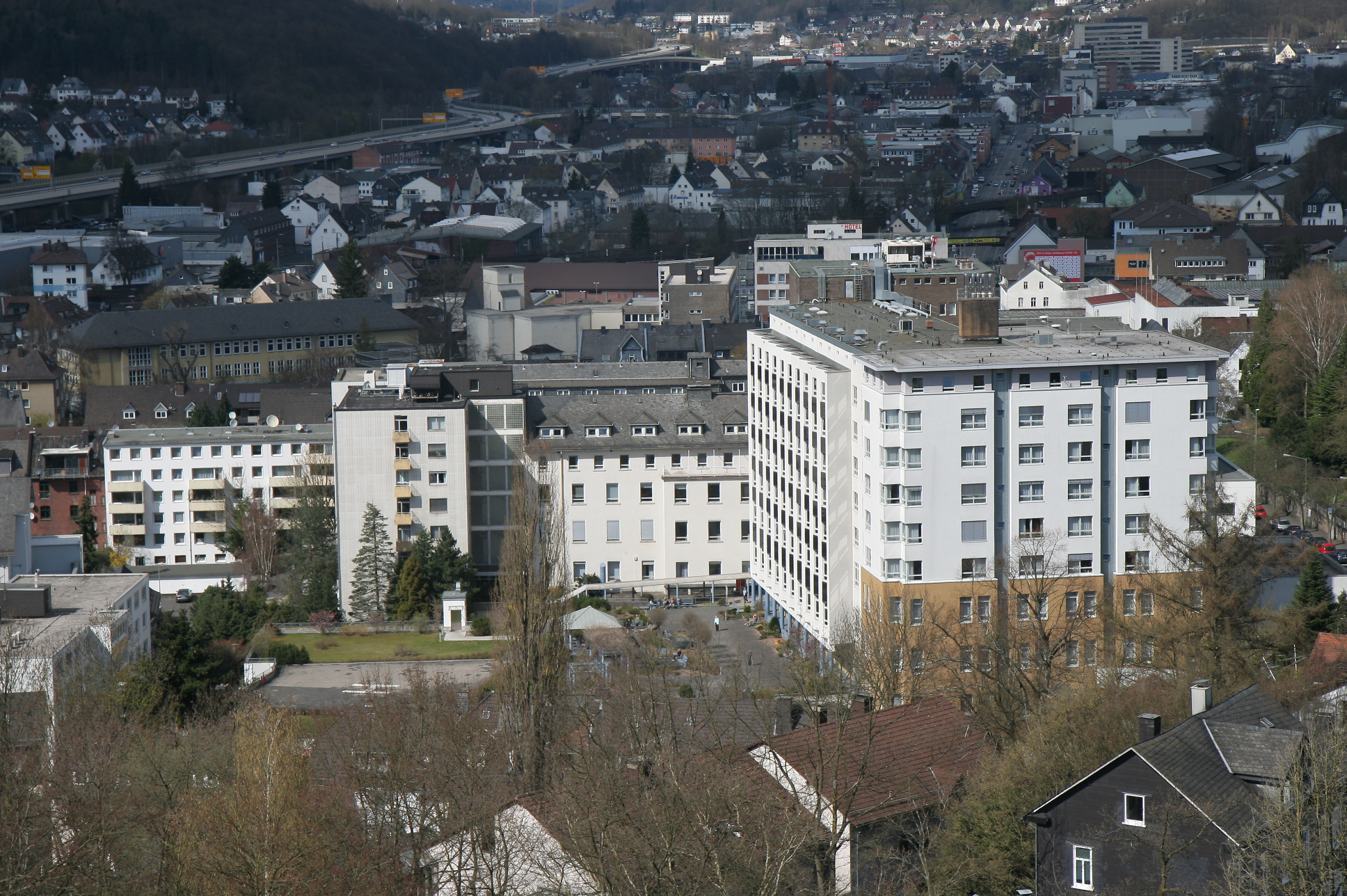
Das St.-Marien-Krankenhaus, Ansicht von Süden

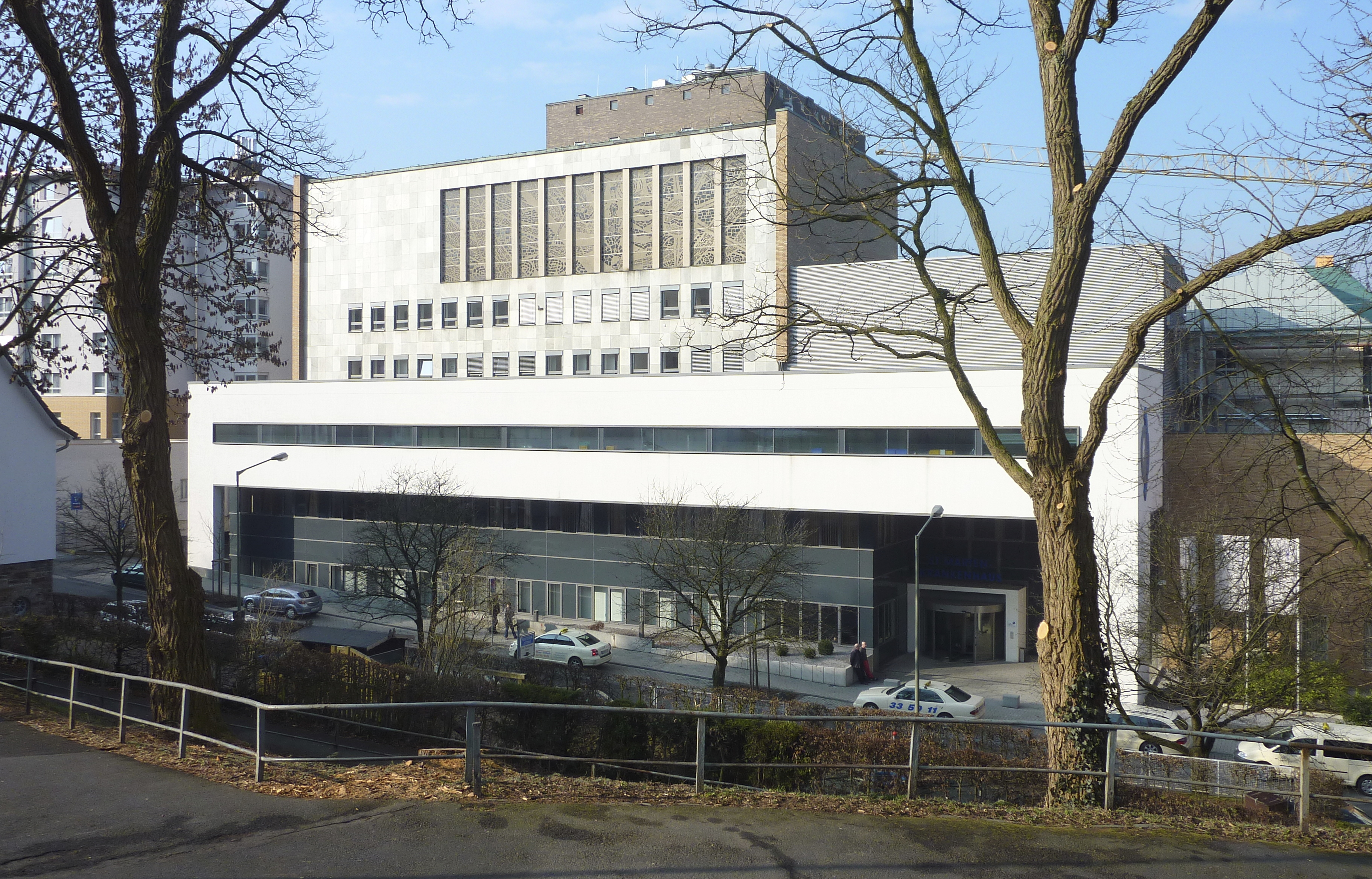
Östliche Fassade des Krankenhauses mit Haupteingang

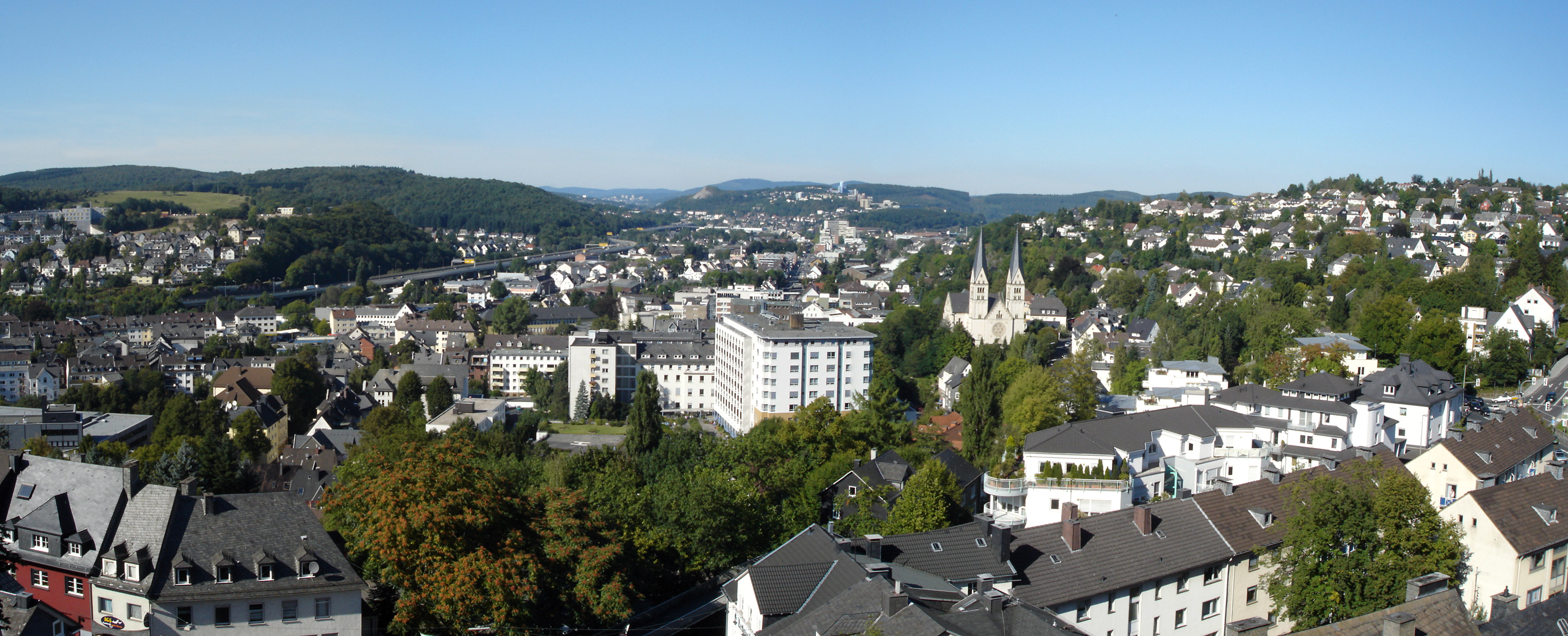
Das Krankenhaus (Bildmitte) gesehen vom Siegberg, Blick nach Norden. Unmittelbar rechts daneben die katholische St.-Michaels-Kirche

Das St.-Marien-Krankenhaus Siegen ist ein im Jahr 1861 eröffnetes Krankenhaus an der Ecke Pfarrstraße/Höhstraße am westlichen Fuß des Giersbergs in Siegen in Nordrhein-Westfalen. Gegründet wurde es von Pfarrer Friedrich Adam Krengel. Seit 2018 gehört es zur Marien Gesellschaft Siegen.

## Geschichte
Das St.-Marien-Krankenhaus war das erste Siegener Krankenhaus seit der Vertreibung der Franziskaner-Mönche und der damit verbundenen Schließung des Kloster-Hospitals im Jahr 1534. Die Leitung übernahmen 1861 zwei Schwestern der Genossenschaft der Barmherzigen Schwestern vom Heiligen Vincenz von Paul zu Paderborn. Bereits in den 1860er-Jahren waren die vorhandenen elf Betten ausgelastet, so dass sich der Träger – die Kirchengemeinde St. Marien Siegen – zu einem Neubau am heutigen Standort entschloss. Nach der Einweihung im Jahr 1869 standen 30 Betten für die allgemein-medizinische Behandlung zur Verfügung. 
In den Jahren 1905/1906, 1914–1918 sowie 1928–1930 wurde das Krankenhaus erweitert bis auf 285 Betten Anfang der 1930er-Jahre.
Am 15. Dezember 1944 wurde die letzte Rate der letzten Hypothek zurückgezahlt, am Tag darauf folgte die völlige Zerstörung durch einen Bombenangriff. Die Behandlung der Patienten erfolgte daraufhin provisorisch in den Luftschutzbunkern.
Nach Ende des Zweiten Weltkrieges folgte der Wiederaufbau und weitere bauliche Erweiterungen. In den 1960er- und 1970er-Jahren wurden das Bettenhaus, der Behandlungstrakt sowie der zwölfgeschossige Verkehrsturm errichtet. Im Jahr 2001 wurde ein neuer Anbau errichtet und im Jahr 2004 der bestehende Altbau vollständig erweitert. Die Neustrukturierung und Erweiterung des Untersuchungs- und Behandlungsbereichs mit Zentral-OP, Notaufnahme, Geburtshilfe und Zentral-Endoskopie wurden im Jahr 2010 abgeschlossen. 
Ende Januar 2010 verließen die letzten vier verbliebenen Barmherzigen Schwestern vom Heiligen Vincenz von Paul das Krankenhaus; der Orden zog sich aus der Krankenpflege in Siegen zurück.
2012 wurde der Bau von Komfortstationen abgeschlossen, 2014 entstand das Ambulante Zentrum Albertus Magnus. Im Jahr 2016 wurde das ehemalige Clarissen-Kloster auf der Eremitage in Wilnsdorf erworben, wo 2018 ein Hospiz eröffnet wurde. 2021 und 2022 wurden ein Hybrid-OP und eine neue Intensivstation eingerichtet.

## Schwerpunkte
Das Krankenhaus hat zehn Hauptfachabteilungen, eine Belegabteilung und eine Krankenhaus-Apotheke, die auch die Arzneimittelversorgung für Krankenhäuser anderer Träger übernimmt. 
Schwerpunkte der medizinischen Tätigkeit liegen in den Bereichen Herz-Kreislauf-Erkrankungen, Radiologie, Orthopädie, Frauenheilkunde und Tumorerkrankungen. Es existieren mehrere durch Fachgesellschaften zertifizierte Zentren: Endoprothetikzentrum der Maximalversorgung, Darmkrebszentrum, Gynäkologisches Krebszentrum und Brustkrebszentrum. Weitere Zentren werden in Kooperation mit anderen Krankenhäusern betrieben. 2022 wurde das Onkologische Zentrum Südwestfalen am St. Marien-Krankenhaus als spezialisierte Einrichtung im Landeskrankenhausplan NRW aufgenommen. Die Schwerpunktsetzung ist Gegenstand des Landeskrankenhausplans, der 2025 auch für das Versorgungsgebiet 16 gilt, dem das St. Marien-Krankenhaus zugehörig ist.

## Umwandlung
Im Jahr 1988 wurde das kirchliche Sondervermögen „St. Marien-Krankenhaus Siegen“ in die Rechtsform einer GmbH umgewandelt. Als erstes Krankenhaus im Erzbistum Paderborn hatte es somit eine Kapitalgesellschaft als Träger. 
Im Jahr 1996 wurde mit der GSS Gesundheits-Service Siegen gGmbH eine erste Tochtergesellschaft gegründet, die sich auf den Betrieb von Seniorenzentren und Rehaeinrichtungen spezialisiert hat. Als weitere Tochtergesellschaft entstand im Jahr 2005 die MVZ Medizinisches Versorgungszentrum am St. Marien-Krankenhaus Siegen gGmbH. Schließlich wurde im Jahr 2010 die Katholische Sozialstiftung Siegen-Wittgenstein gegründet, dessen Hauptstifter die St. Marien-Krankenhaus Siegen gem. GmbH war. Eine weitere Gründung erfolgte im Jahr 2014 mit der Errichtung der Bildungsinstitut für Gesundheitsberufe in Südwestfalen GmbH, an der neben dem St. Marien-Krankenhaus Siegen auch das Kreisklinikum Siegen und die DRK Kinderklinik beteiligt sind. Dieses Institut hält circa 400 Ausbildungsplätze in der Gesundheits- und Kranken- sowie Altenpflege vor. Die St. Marien-Krankenhaus Siegengem. GmbH ist Mitgründer des Zentrums für die Digitalisierung der Wirtschaft an der Universität Siegen. Ein Zusammengehen mit der Hospitalgesellschaft in Olpe wird seit 2016 nicht mehr verfolgt.
Im Juni 2018 wurde eine tiefgreifende Umstrukturierung umgesetzt. Als Dach fungiert seitdem die Marien Gesellschaft Siegen gGmbH, unter der sich neben dem Krankenhaus, genannt Marien Kliniken, fünf weitere Sparten – Marien Ambulant (zuvor MVZ Medizinisches Versorgungszentrum am St. Marien-Krankenhaus Siegen), Marien Pflege und Marien Aktiv (beide entstanden aus der GSS Gesundheits-Service Siegen), Marien Hospiz und Marien Service – finden. Schließlich wurde eine Kooperation mit anderen Krankenhäusern geschlossen, die es ermöglichen sollte, Mediziner an der neu gegründeten Lebenswissenschaftlichen Fakultät der Universität Siegen auszubilden. Das Krankenhaus entsendet dabei ein Mitglied in den Fakultätsrat. Die Etablierung einer vollständigen Medizinerausbildung hingegen wurde nach dem Gutachten des Wissenschaftsrats aufgegeben. 2018 wurde gemeinsam mit dem Kreisklinikum die Klinikservice Siegerland GmbH gegründet, die 2020 eine neue Großküche eröffnete. Eine zunächst beabsichtige Fusion der Kooperationspartner wird seit der Corona-Pandemie nicht mehr verfolgt.
Ende 2023 teilte die Marien Gesellschaft mit, dass sie Teil der Gesellschaft der Franziskanerinnen zu Olpe (GFO) werden möchte. Mit einem "Letter of Intent" haben die Aufsichtsratsgremien beider Trägergesellschaften den Weg hierzu geebnet. Da die Hospitalgesellschaft in Olpe zwischenzeitlich auch Teil der GFO geworden ist, stellt dieser Schritt die Fortsetzung des 2016 nicht abgeschlossenen Integrationsprozesses beider Gesellschaften in diesem Verbund dar. Im Sommer 2024 erfolgte schließlich die offizielle Übernahme durch den Beitritt in den GFO-Verbund.
Die Marien Gesellschaft Siegen bildet mit fast 2.500 Mitarbeitenden, davon circa 1.300 im St. Marien-Krankenhaus, einen der größten Arbeitgeber für die Stadt und die Region.

## Wissenswertes
- Auf der Gründungsaktie des St. Marien-Krankenhauses Siegen, die zur Finanzierung im Jahr 1858 in einer Stückzahl von 15.000 ausgegeben wurde, steht: „Die Einlösung der Aktie übernimmt der große Zahlmeister des Himmels und der Erde“.
- Die Kosten der ärztlichen Behandlung ohne Medikamente betrugen vor 150 Jahren 10 Silbergroschen pro Tag und Patient. Die Unterbringung im Einzelzimmer kostete den Patienten weitere 5 Groschen täglich.
- Die Klinik war das erste Krankenhaus in Deutschland, das seit 2008 Social Media in der Kommunikation einsetzt. Hierfür erhielt es 2011 den Sonderpreis für Innovationen auf dem Kommunikationskongress der Gesundheitswirtschaft, Hamburg.[12]
- 2017 wurde der zu diesem Zeitpunkt modernste OP-Roboter in Deutschland in Betrieb genommen.[13]
- 2021 wurde ein moderner Hybrid-OP in Betrieb genommen[14]
- 2022 erfolgte die Eröffnung einer komplett erneuerten Intensivstation[15]
- 2024 erfolgte der Beitritt in den GFO-Verbund.